# Diócesis de Coventry y Lichfield (antigua)
La diócesis de Coventry y Lichfield o de Lichfield y Coventry (en latín: Dioecesis Conventrensis et Lichefeldensis y en inglés: Diocese of Coventry and Lichfield) fue una circunscripción eclesiástica de la Iglesia católica en el Reino Unido. Se trataba de una diócesis latina, sufragánea de la arquidiócesis de Canterbury. Por el Acta de Supremacía del Parlamento de Inglaterra del 8 de mayo de 1559 fue convertida en la diócesis de Coventry y Lichfield de la Iglesia de Inglaterra.

## Territorio y organización

Catedral de la Virgen María y San Chad, en Lichfield (hoy anglicana)

La diócesis extendía su jurisdicción sobre los fieles católicos de rito latino residentes en la región central de Inglaterra, incluía los condados de Derbyshire, Shropshire, Staffordshire y parte de Warwickshire.

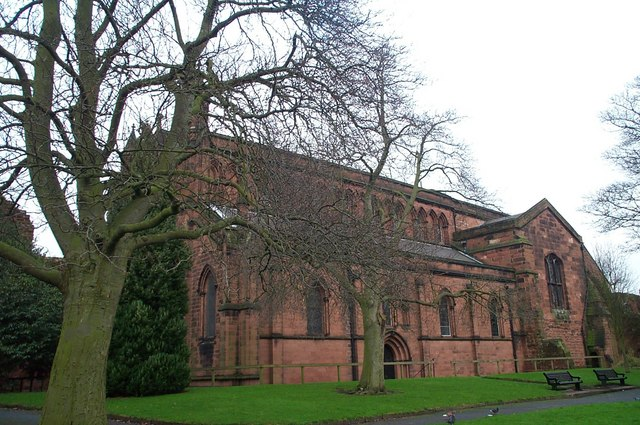
Excatedral de San Juan Bautista, en Chester

La sede de la diócesis se encontraba en la ciudad de Coventry, en donde de la primera catedral, de la Santísima Virgen María, hoy sólo quedan ruinas tras su destrucción durante la disolución de los monasterios entre 1536 y 1540 (fue la única catedral inglesa destruida durante la Reforma anglicana). En Lichfield se halla la Catedral de la Virgen María y San Chad, que desde la Reforma anglicana pertenece a la Iglesia de Inglaterra. En Chester se encuentra la excatedral de San Juan Bautista; y en Repton la abadía de San Wystan, hoy ambas también anglicanas.

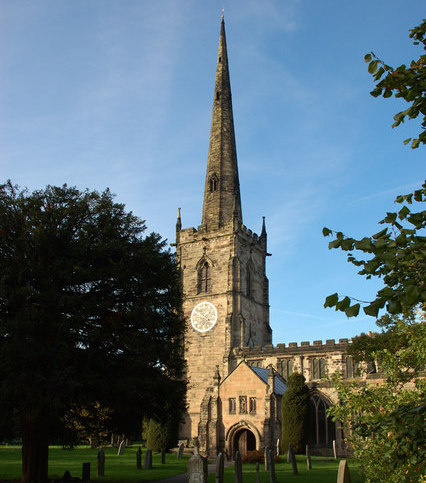
Iglesia de San Wystan, en Repton

El territorio estaba dividido en cuatro arcedianatos: Derby, Shrewsbury, Stafford y Coventry.

## Historia

### Diócesis de Mercia
Los misioneros enviados a la Britania posromana por el papa Gregorio Magno inicialmente tuvieron dificultades en la obra de evangelización del Reino de Mercia. Su gobernante más importante de este período, Penda (muerto en 655), siguió siendo pagano hasta el final de su vida. La situación cambió después de la derrota sufrida en la Batalla de Winwaed (654). El hijo de Penda, Peada, fue bautizado el mismo año por el abad-obispo de Lindisfarne, Finan.
Al mismo tiempo, el monje irlandés Diuma fue enviado a Mercia como obispo misionero y dos años más tarde fundó la diócesis de Mercia con sede en Repton (656). 

### Sede en Lichfield
En 669 san Chad trasladó la sede episcopal a Lichfield.
Entre aproximadamente 676 y 680 la vasta diócesis del Reino de Mercia fue subdividida, dando lugar a cuatro nuevas sedes: Lindsey, 
Leicester (más tarde unidas para formar la diócesis de Lincoln), diócesis de Worcester y diócesis de Hereford.
En 788 los reyes de Mercia intentaron elevar Lichfied, la principal sede episcopal de su reino, a sede metropolitana. Este intento, que se prolongó hasta 802/803, no tuvo posteriormente fundamento.

### Sede en Chester
A raíz de las decisiones del Sínodo de Londres de 1075, que establecían la obligación de trasladar las sedes episcopales a las ciudades más importantes con el abandono de los pequeños centros rurales, el obispo Peter trasladó la sede episcopal de Lichfield a Chester, erigiendo la colegiata de San Juan Bautista como catedral. 

### Sede en Coventry
Esta nueva ubicación, sin embargo, duró poco. De hecho, el 18 de abril de 1102 su sucesor Robert de Limesey transfirió de nuevo la sede episcopal a la abadía benedictina de Coventry, fundada hacia 1043, y al mismo tiempo obtuvo del papa Pascual II que el título abacial se uniera al episcopal y que el capítulo abacial se convirtiera en el nuevo cabildo catedralicio de la diócesis. Los obispos posteriores, aunque residían en Coventry, continuaron llamándose obispos de Chester durante todo el siglo XII.
A finales del siglo XII, el obispo Hugo Nonant intentó secularizar por la fuerza el capítulo catedralicio. Al principio tenía razón, en virtud de una decisión del papa Clemente III en octubre de 1190; pero los argumentos esgrimidos por los monjes en su defensa revocaron la decisión tomada con otro edicto del papa Inocencio III en 1198, que imponía el regreso de los benedictinos a la catedral de Coventry.
Desde el sucesor de Nonant, Geoffrey de Muschamp, hasta la Reforma anglicana, los obispos habitualmente situaron su residencia en Lichfield, aunque conservando su propio palacio en Coventry. Sólo a partir de este período los obispos tomaron el nombre de obispos de Coventry y Lichfield, con dos catedrales y dos cabildos, el monástico de Coventry y el secular de Lichfield. Este dualismo fue a menudo causa de discordia a la hora del nombramiento de obispos, que a menudo eran nombrados por autoridad de la Santa Sede.
En el siglo XIV una parte importante de la diócesis centrada en la ciudad de Wolverhampton quedó exenta de la jurisdicción episcopal, porque era la sede de una Iglesia palatina (edificios que no se consideraban propiedad de la Iglesia católica, sino del "palacio", es decir, del gobernante), a saber, la Real Colegiata de San Pedro, cuyo estatus especial fue reconocido definitivamente por una bula de 1480, cuando el cargo de decano del capítulo de canónigos de esta iglesia se unió al de decano de la Capilla Real de Windsor. Esta situación perduró durante casi cuatro siglos, es decir, incluso después del cisma anglicano.

### Reforma anglicana
Luego de que el 23 de marzo de 1534 el papa Clemente VII excomulgara el rey Enrique VIII a causa de su divorcio de Catalina de Aragón, el 3 de noviembre de 1534 el Parlamento de Inglaterra aprobó el Acta de Supremacía de 1534
mediante la cual se declaraba que el rey era «only supreme head in earth of the Church of England, called Anglicana Ecclesia», acto formal mediante el cual la Iglesia católica de Inglaterra entraba en cisma con la Santa Sede, transformándose en una Iglesia nacional independiente. El 18 de diciembre de 1534 aprobó además la Ley de Traición que castigaba con la pena de muerte a quienes no aceptaran el Acta de Supremacía. El Parlamento de acuerdo con Enrique VIII emitió los Seis Artículos en agosto de 1539, por los que se mantuvo la liturgia católica-romana tradicional casi sin cambios en las doctrinas y prácticas de la nueva Iglesia nacional independiente de Inglaterra.
La sede estaba vacante desde 1531 y en enero de 1534 el Rowland Lee prestó juramento como obispo anglicano y fue consagrado obispo el 19 de abril de 1534 por Thomas Cranmer con requerir la autorización papal. Como consecuencia de la disolución de los monasterios el Priorato y Catedral de Santa María, en Coventry, fue destruido y la diócesis invirtió su nombre a diócesis de Lichfield y Coventry, continuando Rowland Lee como su obispo hasta su fallecimiento el 28 de enero de 1543.
El 4 de agosto de 1541 cedió una parte de su territorio para la erección de la diócesis de Chester por el rey Enrique VIII por su propia autoridad tomando además territorio de la arquidiócesis de York.
Tras la muerte de Enrique VIII el 28 de enero de 1547 lo sucedió su hijo Eduardo VI. Durante su reinado la Iglesia de Inglaterra llegó a ser teológicamente protestante. En Lichfield y Coventry continuó como obispo Richard Sampson, que había sido elegido por Enrique VIII el 19 de febrero de 1543 y falleció el 25 de septiembre de 1554, aunque algunas fuentes dicen que antes fue destituido por retractarse de su deslealtad al papa.
Tras la muerte de Eduardo VI el 6 de julio de 1553 ascendió al trono la católica María I Tudor, quien por ley del Parlamento del 12 de noviembre de 1554 derogó el Acta de Supremacía y luego se abolió toda la legislación religiosa aprobada contra el papado a partir de 1529. Como la diócesis estaba vacante, Ralph Baines fue elegido como último obispo católico el 18 de noviembre de 1554.
El 17 de noviembre de 1558 falleció la reina María y fue sucedida por Isabel I, quien con otra Acta de Supremacía del 8 de mayo de 1559 restauró la independencia de la Iglesia anglicana y rompió definitivamente con la Santa Sede. Ralph Baines fue destituido el 21 de junio de 1559 por la nueva reina y murió el 24 de noviembre de 1559. Desde entonces la diócesis de Lichfield y Coventry es parte de la Iglesia de Inglaterra y en 1560 fue nombrado Thomas Bentham iniciando la lista de obispos anglicanos de la diócesis de Lichfield y Coventry.

## Episcopologio

### Obispos de Lichfield

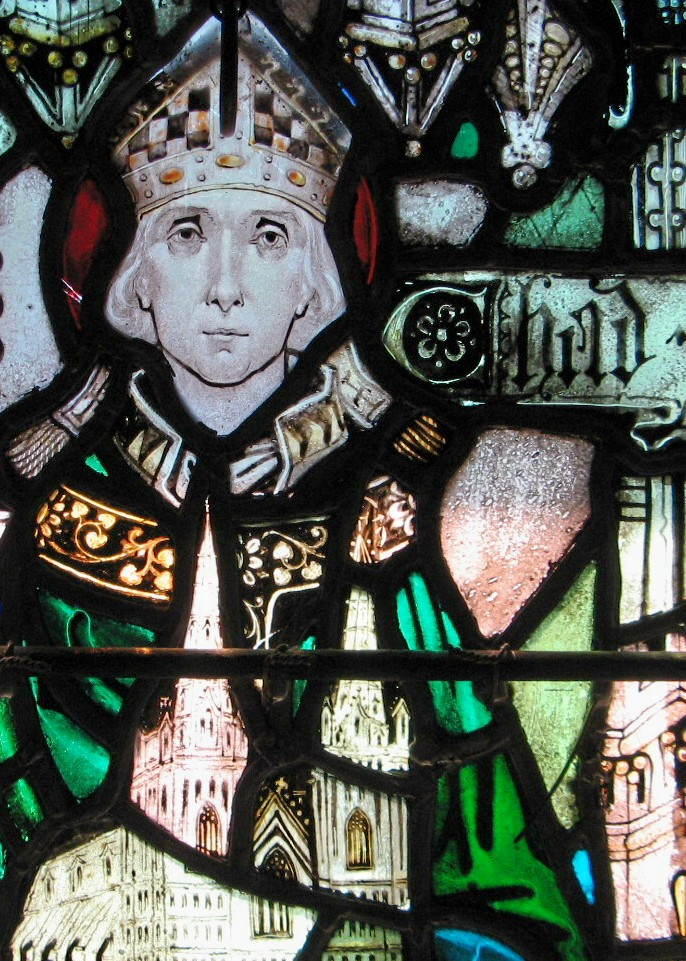
San Chad de Mercia

- San Chad † (669-2 de marzo de  672 falleció)
- Winfrith † (673-674 depuesto)
- Seaxwulf † (675-circa 691 falleció)
- Headdi † (691-721 falleció)
- Aldwine † (721-737 falleció)
- Witta † (737)
- Hemele † (circa 752-765 falleció)
- Cuthfrith † (765-circa 768 falleció)
- Berhthun † (768-circa 785 falleció)
- Hygeberht † (785-786 falleció)
- Ealdwulf † (786-814 falleció)
- Herewine † (816-817/818 falleció)
- Aethelwald † (818-828 falleció)
- Humbert † (829 consagrado-20 de noviembre de  870 falleció)
- Cineferth † (870-870/890 falleció)
- Tunberht † (890-920 falleció)
- Wigmund †
- Aelfwine † (909 o 920-926 o 944 falleció)
- Alfgar † (944-960 falleció)
- Kynsy † (960-974 falleció)
- Winsey † (974-992 falleció)
- Elphege † (992-1007 falleció)
- Godwin † (1007-1020 falleció)
- Leofgar † (1020-1027 falleció)
- Brithmar † (1027-1039 falleció)
- Wulfsige † (1039-octubre de 1053 falleció)
- Leofwin † (1053-1066 falleció)
  - Sede vacante (1066-1072)
  - San Vulstano † (1071-1072 renunció) (administrador apostólico)

### Obispos de Chester
- Peter † (1072-circa 1085 falleció)
- Robert de Limesey † (1086 consagrado-18 de abril de 1102 transfirió la sede a Coventry)

### Obispos de Coventry y Lichfield
- Robert de Limesey † (18 de abril de  1102-1 de septiembre de 1117 falleció)
  - Sede vacante (1117-1121)
- Robert Peche † (13 de marzo de  1121-22 de agosto de  1127 falleció)
- Roger de Clinton † (22 de diciembre de 1129-16 de abril de  1148 falleció)
- Walter Durdent † (2 de octubre de 1149-7 de diciembre de 1160 falleció)
- Richard Peche † (1161-6 de octubre de 1181 falleció)
- Gerard la Pucelle † (25 de septiembre de 1183-13 de enero de 1184 falleció)
  - Sede vacante (1184-1188)
- Hugh Nonant † (31 de enero de 1188-27 de abril de  1198 falleció)
- Geoffrey de Muschamp † (21 de junio de  1198 consagrado-6 de octubre de 1208 falleció)
  - Sede vacante (1208-1215)
- William de Cornhill † (25 de enero de 1215-19 de agosto de  1223 falleció)
- Alexander de Stavenby † (13 de abril de  1224-26 de diciembre de 1238 falleció)
- Hugh de Pateshull † (1 de julio de 1240-8 de diciembre de 1241 falleció)
- William † (12 de diciembre de 1243-1245 renunció)
- Roger Weseham † (4 de julio de 1245-4 de diciembre de 1256 renunció)
- Roger de Meyland † (10 de marzo de  1258-16 de diciembre de 1295 falleció)
- Walter Langton † (17 de agosto de  1296-13 de noviembre de  1321 falleció)
- Roger Northburgh † (11 de enero de 1322-13 de diciembre de 1358 falleció)
- Robert de Stretton † (22 de abril de  1360-28 de marzo de  1385 falleció)
- Walter Skirlaw † (27 de octubre de 1385-25 de agosto de  1386 nombrado obispo de Bath y Wells)
- Richard le Scrope † (21 de agosto de  1386-15 de marzo de  1398 nombrado arzobispo de York)
- John Burghill, O.P. † (12 de julio de 1398-20 de mayo de  1414 falleció)
- John Catterick † (1 de febrero de 1415-20 de noviembre de  1419 nombrado obispo de Exeter)
- William Heyworth, O.S.B. † (20 de noviembre de  1419-13 de marzo de 1447 falleció)
- William Booth † (26 de abril de  1447-28 de julio de 1452 nombrado arzobispo de York)
- Nicholas Close † (30 de agosto de  1452-24 de noviembre de  1452 falleció)
- Reginald Boulers † (7 de febrero de 1453-10 de abril de  1459 falleció)
- John Hales † (20 de septiembre de 1459-30 de diciembre de 1490 falleció)
- William Smyth † (1 de octubre de 1492-6 de noviembre de  1495 nombrado obispo de Lincoln)
- John Arundel † (3 de agosto de  1496-8 de abril de  1502 nombrado obispo de Exeter)
- Geoffrey Blythe † (5 de mayo de  1503-antes del 1 de marzo de  1531 falleció)
  - Rowland Lee † (enero de 1534-1539 cambio de nombre de la diócesis) (obispo cismático anglicano)

### Obispos de Lichfield y Coventry
- - Rowland Lee † (1539-28 de enero de 1543 falleció) (obispo cismático anglicano)
  - Richard Sampson † (19 de febrero de 1543-25 de septiembre de 1554 falleció) (obispo cismático anglicano)
- Ralph Baines † (18 de noviembre de 1554 consagrado-21 de junio de  1559 destituido)